# Stadio Herstaco
Lo Stadio Herstaco (in olandese Herstaco Stadion), già noto come Mari Flex Stadion, è un impianto sportivo di Roosendaal, sede delle partite di calcio dell'RBC Roosendaal dal 2000. Lo stadio è situato nel borgo di Borchwerf, nei pressi della stazione di Roosendaal, e può ospitare quasi cinquemila spettatori. È lo stadio più piccolo dei Paesi Bassi tra quelli costruiti su tutti i lati del campo.
Lo stadio è stato utilizzato per la prima volta nel 5 novembre 2000 per la partita tra RBC Roosendaal e Fortuna Sittard, vinta dall'RBC per 3-1. Il primo gol allo stadio è stato segnato da Ruud Kool del Fortuna Sittard. Il primo gol dell'RBC fu di Regi Blinker.
Fino al novembre 2000 l'RBC Roosendaal disputava le partite casalinghe allo stadio De Luiten.
L'impianto è soprannominato Vast & Goed. Nell'agosto 2005 il nome fu cambiato in Stadio Rosada dopo la stipula di un accordo di sponsorizzazione con Rosada.